# ليو بروير
ليو بروير (بالإنجليزية: Leo Brewer)‏ (و. 1919 – 2005 م) هو فيزيائي، وكيميائي من الولايات المتحدة الأمريكية . ولد في سانت لويس (ميزوري) .
شارك في مشروع مانهاتن .وكان عضواً في الأكاديمية الوطنية للعلوم .

## التعليم
تعلم في معهد كاليفورنيا للتقنية، وجامعة كاليفورنيا، بركلي

## مناصب وهيئات
أدار جامعة كاليفورنيا (بركلي).

## جوائز
حصل على جوائز منها:
- زمالة غوغنهايم.